# The Family Stallone
The Family Stallone è un docu-reality show statunitense del 2023.
Il reality, senza sceneggiatura, segue la vita quotidiana della famiglia Stallone: il divo Sylvester Stallone circondato da donne, cani e celebri amici, alle prese con le vicende di tutti i giorni.

## Format e personaggi
I protagonisti dello show sono i componenti della famiglia di Sylvester Stallone (doppiato in italiano da Massimo Corvo):
- la moglie Jennifer Flavin, donna d'affari e comproprietaria di un'azienda che tratta prodotti di benessere e bellezza. Doppiata in italiano da Alessandra Korompay;[1]
- la figlia maggiore Sophia Stallone, conduttrice di un podcast insieme alla sorella Sistine. Doppiata in italiano da Silvia Avallone;[1]
- Sistine Stallone, attrice e modella, sta producendo il suo primo film. Doppiata in italiano da Giorgia Locuratolo;[1]
- la figlia minore Scarlet Stallone, studia al college mentre cerca di avviare la sua carriera da attrice dopo aver partecipato in un ruolo minore a qualche episodio della serie Tulsa King. Doppiata in italiano da Ludovica Bebi.[1]

Vengono mostrate le giornate tipo della famiglia, il voler emergere delle figlie dall'ombra di un padre così famoso, il loro prenderlo in giro del fatto che non volesse partecipare al reality ed invece cerca sempre di dominare la scena.
Tanti volti noti partecipano al reality, su tutti gli amici di Sylvester Stallone: Al Pacino, Dolph Lundgren, Arnold Schwarzenegger ed il fratello Frank.

## Puntate
| Stagione         | Episodi | Prima TV originale | Prima TV Italia |
| ---------------- | ------- | ------------------ | --------------- |
| Prima stagione   | 8       | 2023               | 2023            |
| Seconda stagione | 10      | 2024               | 2024            |

## Produzione
Nel maggio 2023 Paramount+ ha annunciato una seconda stagione dopo il successo della prima; le cui riprese si sono svolte durante la seconda parte del 2023, mentre la stagione verrà distribuita dal 22 febbraio 2024.

## Promozione
Il primo trailer della serie è stato diffuso l'11 aprile 2023, mentre il giorno seguente viene diffuso il primo poster italiano.

## Distribuzione
La prima stagione del reality è stata distribuita su Paramount+: negli Stati Uniti dal 17 maggio 2023, mentre in Italia dal 18 maggio.

### Edizione italiana
L'edizione italiana è stata diretta da Laura Ovidi De Sanctis per la C.D. Cine Dubbing, sui dialoghi di Marco Palmieri e Ludovica Donati.

## Accoglienza

### Primati
Il docureality ha segnato un record al suo debutto, diventando il reality più visto di sempre su Paramount+.